# V397 Возничего
V397 Возничего (лат. V397 Aurigae) — кратная звезда в созвездии Возничего на расстоянии приблизительно 485 световых лет (около 149 парсеков) от Солнца. Возраст звезды оценивается как около 1,9 млн лет.

## Характеристики
Первый компонент (WDS J04560+3021Aa) — оранжевый карлик, эруптивная орионова переменная звезда типа T Тельца (INT) спектрального класса K7, или K6, или K5. Видимая звёздная величина звезды — от +11,74m до +11,46m. Масса — около 0,79 солнечной, радиус — около 1,72 солнечного, светимость — около 0,871 солнечной. Эффективная температура — около 4250 K.
Третий компонент (UCAC4 602-015439) — оранжевый гигант спектрального класса K0III. Видимая звёздная величина звезды — +9,79m. Радиус — около 10,96 солнечных, светимость — около 36,789 солнечных. Эффективная температура — около 4295 К. Удалён на 14,6 угловых секунд.
Четвёртый компонент ([MLT2005] HBC 427 1). Видимая звёздная величина звезды — +17,5m. Удалён на 9,1 угловых секунд.